# Koncové zařízení přenosu dat

KZD (DTE) a UZD (DCE) při modemové komunikaci přes telefonní síť

Koncové zařízení přenosu dat, nebo Koncové zařízení dat, KZD, KZ (anglicky Data terminal equipment, DTE) je koncové zařízení sloužící k přenosu dat. V telekomunikacích se tak označuje počítač nebo terminál, který komunikuje pomocí datového okruhu. Datový okruh je telekomunikační okruh zakončený modemem, který se v telekomunikacích označuje jako Zařízení ukončující datový okruh (UZD).

## Popis
Klasifikace KZD/UZD (DTE/DCE) pochází od firmy IBM a byla převzata CCITT pro popis přenosu dat pomocí telekomunikačních sítí.
KZD (DTE) je funkční jednotka datové stanice, která slouží jako zdroj dat nebo jako cíl (spotřebitel) dat, a poskytuje řídící funkce pro datovou komunikaci podle linkového protokolu.
KZD (DTE) může být jediné zařízení nebo propojený subsystém několika zařízení, která vykonávají všechny požadované funkce umožňující uživatelům komunikovat. Uživatel pracuje s DTE (např. prostřednictvím rozhraní člověk-stroj), nebo uživatel může být přímo DTE.
KZD (DTE) je obvykle terminál nebo počítač emulující terminál patřící uživateli (účastníkovi), zatímco UZD (DCE) je modem nebo jiné zařízení, které může být vlastněné buď uživatelem (účastníkem) nebo telekomunikační společností.
Při komunikaci mezi DTE a DCE je obecným pravidlem, že DCE poskytuje hodinový signál (interní taktování) a DTE zařízení jej využívá (externí taktování). Konektory D-Sub používají následující kolíky:
- DTE s 25kolíkovým konektorem vysílá na kolíku 2 a přijímat na kolíku 3
- DCE s 25kolíkovým konektorem vysílá na kolíku 3 a přijímat na kolíku 2.
- DTE s 9kolíkovým konektorem vysílá na kolíku 3 a přijímat na kolíku 2.
- DCE s 9kolíkovým konektorem vysílá na kolíku 2 a přijímat na kolíku 3.

V podstatě, V.35 je vysokorychlostní sériové rozhraní určené k podpoře jak vyšší přenosové rychlosti a konektivity mezi DTE (data-koncová zařízení) nebo DCEs (data-komunikační zařízení) přes digitální linky.
Pokud spolu komunikuje UZD a KZD používá se pro jejich propojení tak zvaný přímý kabel, který má propojeny odpovídající kolíky na obou koncích.
Pro komunikaci UZD s UZD nebo KZD s KZD je nutné používat křížený kabel.
Komunikace na rozhraní UZD-KZD je asymetrická; pokud se používá
Dva různé typy zařízení se předpokládá, že na každém konci spojovacího kabelu pro případ pouhým přidáním DTE do topologie (např. na náboji , DCE), který také přináší méně triviální případ propojení zařízení stejného typu: DTE -DTE nebo DCE-DCE. Takové případy je třeba překřížené (crossover) kabely, například pro Ethernet nebo null-modememový kabel pro RS-232.
Tento termín se také obecně používá v telekomunikacích a Cisco zařízení souvislosti jmenovat síťové zařízení, jako jsou terminály, osobní počítače, ale také směrovače a mosty, které generují hodinové signály nebo mohou být nakonfigurovány tak, aby je generovaly. Proto propojení dvou počítačů pomocí kabelu Ethernet se může nazývat komunikace DTE-DTE. Tato komunikace se provádí prostřednictvím kříženého ethernetového kabelu, zatímco propojení počítače na DCE (hub, switch, nebo můstek) se provádí pomocí přímého ethernetového kabelu.